# Альсага, Мартин де
О населённом пункте в Стране Басков см. Альсага
Мартин де Альсага Олабаррия (исп. Martin de Alzaga Olabarria, 27 сентября 1755, Арамайона, Страна Басков — 6 июля 1812, Буэнос-Айрес) — аргентинский политический и военный деятель баскского происхождения эпохи Войны за независимость Аргентины, мэр Буэнос-Айреса. 

## Биография
Родился в Испании в небольшом городке Арамайона, По национальности — баск, в детстве разговаривал только по-баскски, испанский выучил позже. В юности вместе со своим дядей, Матео Рамоном де Альсага, богатым торговцем, уехал в испанскую Латинскую Америку, где занялся торговле и преуспел, основав собственную торговую фирму «Alzaga y Requena». К  XVIII столетия считался богатейшим человеком Вице-королевства Рио-де-Ла-Плата.
В 1775 году де Альсага вступил в брак с Магдаленой де ла Каррера Инка; в этом браке имел трёх сыновей и десять дочерей. В 1783 году совершил поездку на родину. После возвращения в Южную Америку, началась его политическая деятельность: де Альсага занял должность «defensor de pobres» (представителя беднейших слоёв населения) в городском совете Буэнос-Айреса. В 1790 году он стал «прокуратором», а в 1795 году — алькальдом. 
Когда зимой 1795 года в Буэнос-Айресе закончилось зерно и над городом нависла угроза голода, де Альсага на собственные средства закупил зерно в соседнем Монтевидео. В 1796 году Альсага вышел в отставку по болезни, но спустя восемь лет, в 1804 году вернулся к политической деятельности и вновь был избран алькальдом. 
В середине 1806 года английская эскадра под командованием сэра Уильяма Бересфорда неожиданно захватила Буэнос-Айрес; вице-король Рафаэль де Собремонте бежал в Кордобу, в глубь страны. 
Альсага не последовал за Собремонте, а вместо этого, совместно Корнелио Сааведрой организовал отряды ополчения, которым удалось изгнать англичан. Собремонте же, под давлением всеобщего возмущения, был смещён с должности и заменён Сантьяго де Линьерсом, при этом в своём смещении Собремонте обвинил Альсагу.  
В 1807 году англичане появились снова, захватили Монтевидео и попытались штурмом взять Буэнос-Айрес. Однако, Альсаге и его ополченцам удалось втянуть английскую пехоту в кровопролитный бой на улицах города, заставить отступить в Монтевидео, а затем сдать его и отплыть в Британию. Это было одно из крупнейших поражений англичан за весь период Наполеоновских войн, в которых Испания (вместе со своими колониями) на тот момент (до 1808 года) участвовала, как союзница Франции.
В 1808 году испано-французскому союзу пришёл конец: французы оккупировали Испанию, начались Пиренейские войны. Связи метрополии с колониями практически прервались. В этой обстановке в испанских владениях в Америке начинается движение за независимость. В этой ситуации вице-король де Линьерс подвергался постоянным нападкам: с одной стороны, как «друг французов»,  с другой стороны, как представитель более фактически несуществующую власти Испании. В этой обстановке де Альсага придерживался умеренно-оппозиционных взглядов. 25 мая 1810 года на народном собрании в Буэнос-Айресе (Cabildo Arbierto) власть вице-короля была заменена властью хунтой, во главе которой находился Корнелио Сааведра. 
В конце августа 1811 года Сааведра уехал на север Аргентины в действующую армию, которая сражалась против испанских войск. Воспользовавшись этим, его политические противники в Буэнос-Айресе, группировавшиеся вокруг Мариано Морено, свергли власть хунты и создали правящий триумвират провинции Рио-де-Ла-Плата. 
В июле 1812 года, когда триумвират должен был ротировать своих членов, был открыт заговор приверженцев возвращения Аргентины под власть Испании. Де Альсага был обвинён министром обороны Бернардино Ривадавия в том, что являлся участником этого заговора. Альсага был арестован, осуждён и вскоре расстрелян. 
Тем не менее, многие аргентинские историки, такие, как Энрике де Гандия, полагают, что Альсага был невиновен. Имя Альсаги продолжает пользоваться уважением в Аргентине в связи с его героическими действиями в боях против англичан.